# 张致
张致（12世纪？—1216年），锦州人。金朝民变领袖。
1214年，张鲸、张致兄弟聚众反金朝，投降蒙古帝国大汗铁木真，次年，张鲸又企图背叛蒙古，事情败露，张鲸被蒙古监军石抹也先所杀。张致遂据锦州自立，自称汉兴皇帝，建年号兴隆（或作兴龙），号称黑军。他又联络当地地主武装，攻城夺地，很快即攻占附近的平州（今河北省卢龙县）、滦州（今河北省滦县）等数十州，并自称瀛王。但张致深感自己无法同蒙古帝国对抗，遂于1216年再次投降金朝并攻下兴中府（今辽宁省朝阳市）。蒙古派将领木华黎带兵讨伐张致，交战中张致节节败退。七月，木华黎攻克兴中府，张致只好退守锦州。部将高益背叛，将张致绑缚送往蒙古，张致在蒙古军前被杀。